# Sumbul Tengah
Sumbul Tengah is een bestuurslaag in het regentschap Dairi van de provincie Noord-Sumatra, Indonesië. Sumbul Tengah telt 1136 inwoners (volkstelling 2010).